# María del Pilar Fernández Vega
María del Pilar Fernández Vega   (Villadiego, 8 de novembre de 1895 - Madrid, 4 de juliol de 1973) va ser una conservadora de museus espanyola.
Després d'aprovar l'oposició el 1922, va entrar en el Cos Facultatiu d'Arxivers, Bibliotecaris i Arqueòlegs, especialitzant-se en l'estudi de col·leccions de procedència americana. Va ser directora del Museu Nacional d'Arts Decoratives i el 1928 va demanar el trasllat al Museu Arqueològic Nacional, on va exercir el càrrec de cap de la secció Precolombina, sent la primera dona conservadora d'un museu a Espanya. En els anys trenta se li afegirien Felipa Niño Mas i Joaquina Eguaras Ibáñez el 1930 i Concepción Blanco Mínguez i Ursicina Martínez Gallego el 1931. Va participar en el Creuer universitari pel Mediterrani de 1933, que va suposar una fita en l'arqueologia espanyola i que va atreure a nombroses espanyoles a la disciplina.
Durant la Guerra Civil Espanyola va treballar al Museu Arqueològic de Valladolid i, en acabar el conflicte, va tornar al Museu Arqueològic Nacional. Després es va traslladar al Museu Nacional d'Arts Decoratives i va compatibilitzar el seu càrrec amb el de directora interina del Museu d'Amèrica, del qual va ser nomenada al 1941. Instal·lat en el recinte de la Ciutat Universitària i inaugurat el 1944, Pilar Fernández es va encarregar de la seva instal·lació museística i va ocupar el càrrec de directora fins al 1968, i és la primera dona a Espanya que dirigia un museu de caràcter nacional.
Es va casar amb José Ferrandis Torres, qui va exercir el càrrec de conservador del Museu Arqueològic Nacional d'Espanya entre 1925 i 1928, fins a l'obtenció de la Càtedra d'Epigrafia i Numismàtica de la Universitat Central.

## Publicacions
- Guia del Museo de América, 1965. Editor: Ministerio de Educación Nacional, Dirección General de Bellas Artes.